# Rôle du cheval dans la guerre en Asie de l’Est

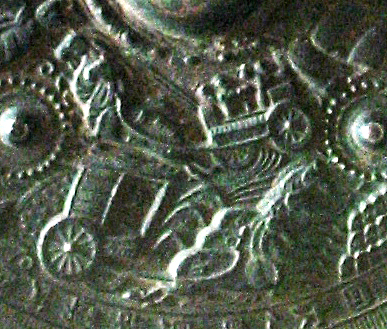
Char avec des chevaux attelés - Détail d'un miroir en bronze v., fouille du tumulus Eta-Funayama au Japon.

Le rôle du cheval dans la guerre en Asie de l’Est est inextricablement lié à l’évolution stratégique et tactique des conflits armés. L'utilisation sur les champs de bataille de guerriers montés sur des chevaux ou sur des chars tirés par un cheval a changé l'équilibre des pouvoirs entre les civilisations.
Lorsque les peuples utilisant des chevaux étaient en conflit avec ceux qui n'en avaient pas, les chevaux offraient un énorme avantage aux premiers. Lorsque les deux camps avaient des chevaux, les combats tournaient autour de la puissance de leurs cavaliers à cheval, ou cavalerie, et de la stratégie liée à leur utilisation. Les tactiques militaires ont été repensées en termes d'utilisation de chevaux.

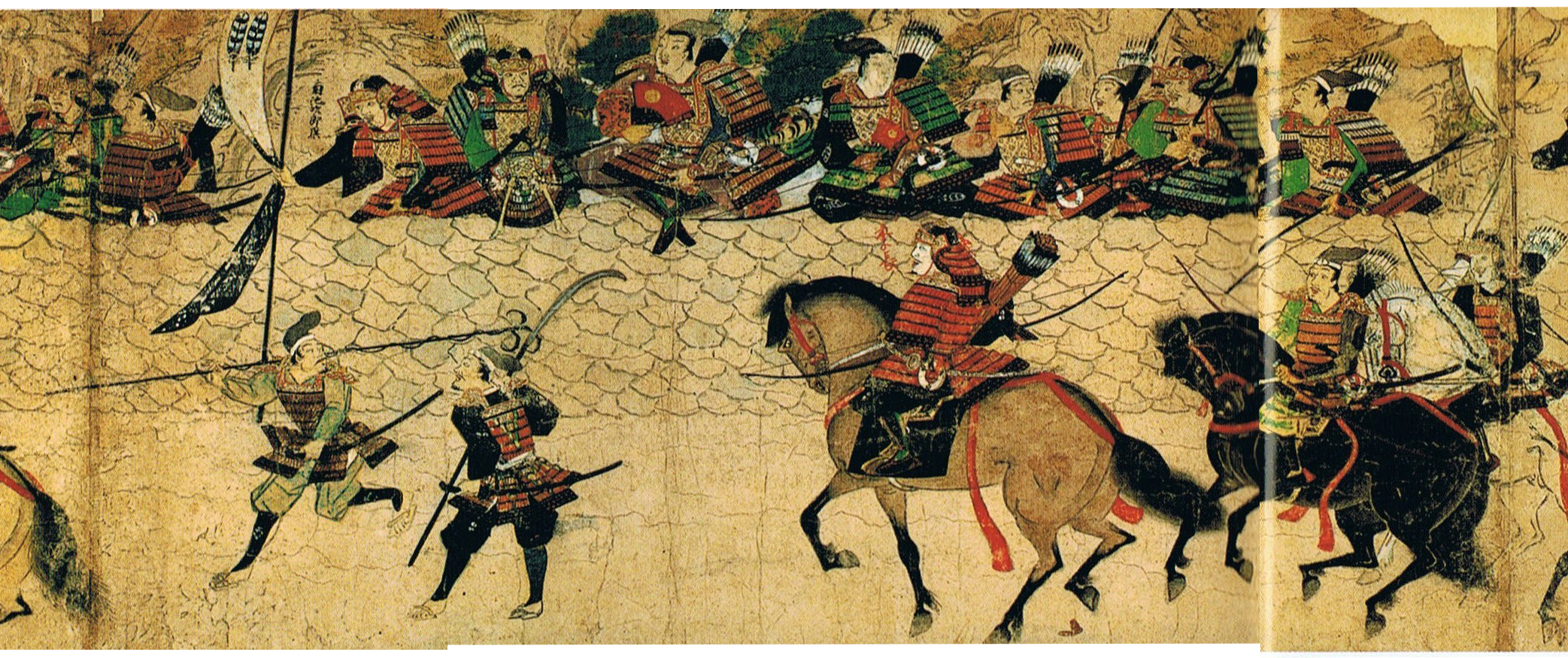
Un samouraï japonais arrivant sur le champ de bataille se prépare à lutter contre les envahisseurs lors des invasions mongoles du Japon, peint vers 1293.

Comme dans la plupart des cultures, un cheval de guerre d'Asie de l'Est est élevé pour être contrôlé avec un usage limité de rênes, en réagissant principalement aux jambes et au poids du cavalier. Les chevaux ont joué un grand rôle dans les guerres entre la dynastie Han et les Xiongnu, celles qui ont opposé les différents royaumes chinois aux peuples nomades, et lors de la conquête mongole d'une grande partie de l'Eurasie et de l'Europe. Ils ont également joué un rôle dans des conflits militaires à une échelle plus petite et plus localisée.

## Rôle des chevaux dans les différents pays

### Chine

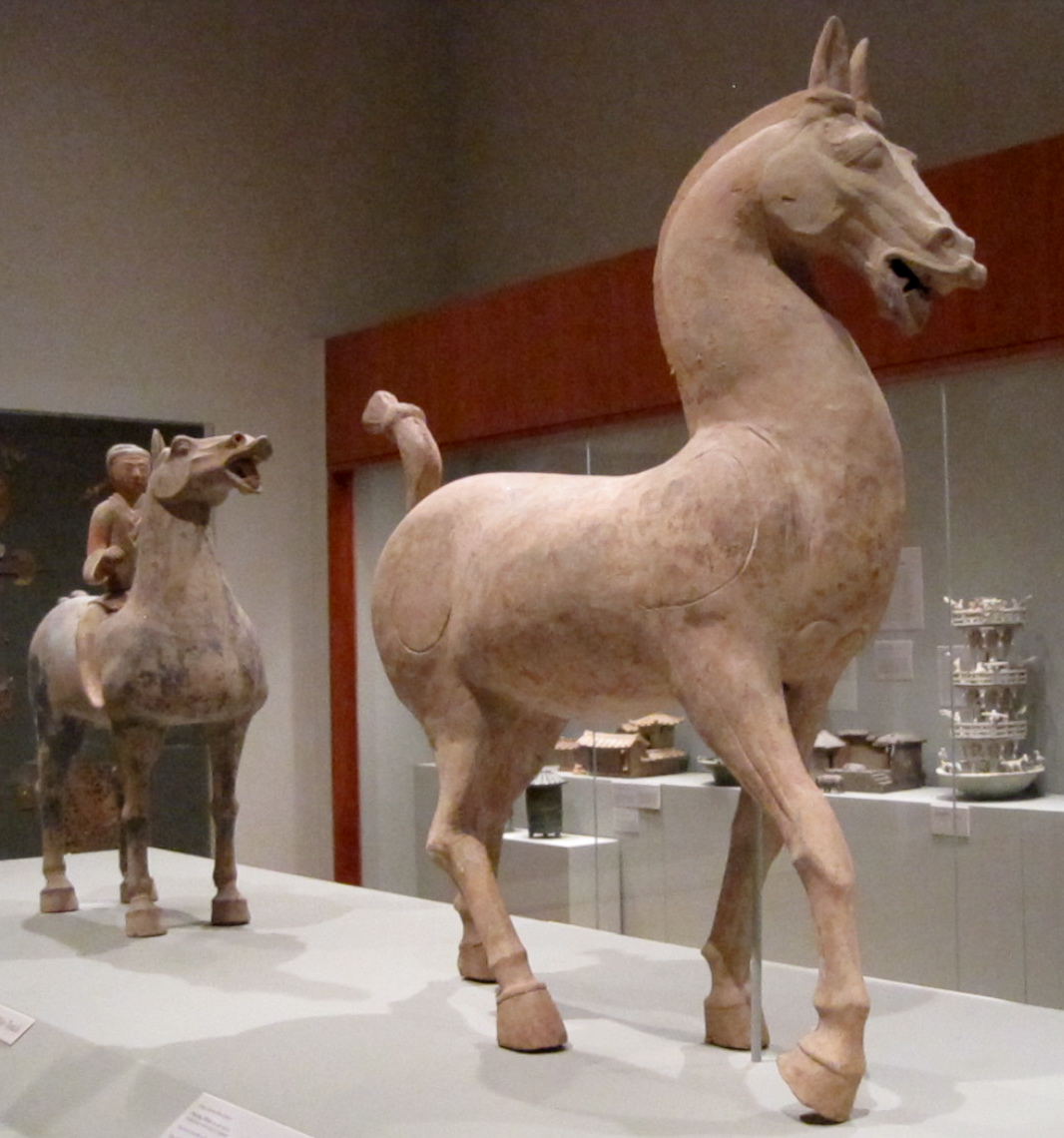
Statues en céramique d'un cheval cabré (au premier plan) et d'un cavalier à cheval (au fond), dynastie Han de l'Est (25-220 ap. J.-C.).

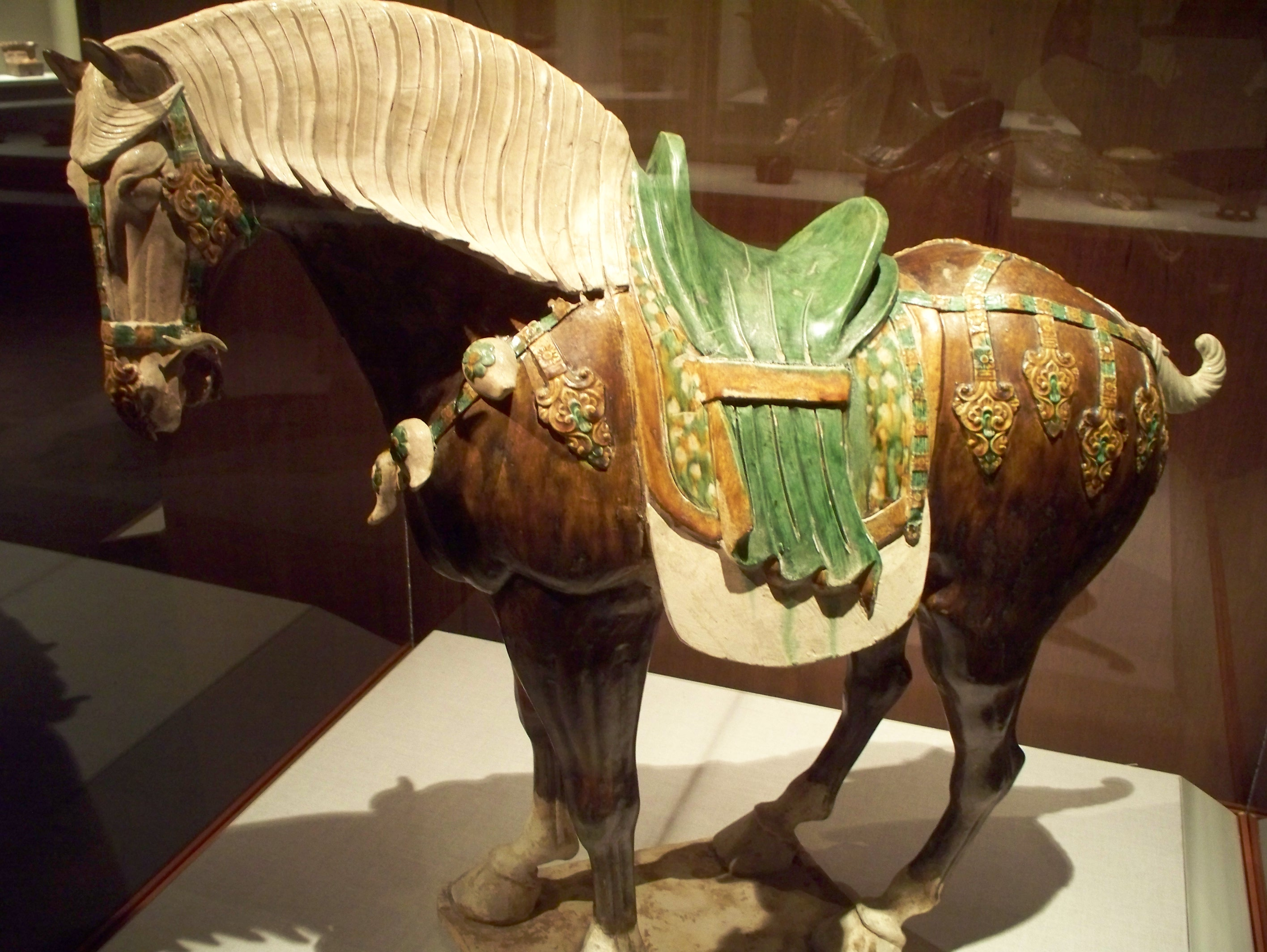
Statue de cheval en céramique sancai, avec une selle, dynastie Tang (618-907 ap. J.-C.).

En Chine, l'usage de chars tirés par des chevaux est attesté dès les périodes Shang (environ 1600 - environ 1050 av. J.-C.) et Zhou (environ 1050 à 256 av. J.-C.). Mais malgré cela, selon David Andrew Graff, l'équitation, c.a.d le fait de monter directement sur le dos du cheval, n'est pas été pratiquée sur les champs de bataille chinois avant le IVe siècle av. J.-C.
Le roi Wuling de Zhao (340 - 295 Av; J.C.), après avoir pris conscience des avantages qu'offre la cavalerie légère  par rapport aux chars lourds et encombrants, institua des réformes généralement connues sous le nom de "胡服骑射" (lit: porter des vêtements du peuple nomade Hu, et tirer des flèches à cheval), ce qui augmenta considérablement l'efficacité au combat de l'armée de Zhao.
Bien que les archers à cheval aient représenté un avantage tactique initial pour le royaume de Zhao sur les autres armées chinoises, les Chinois ont appris à s’adapter. Mais ces changements ne furent pas acceptés immédiatement, les forces conservatrices présentes au sein des cours et des sociétés des différents royaumes s'opposaient à ce changement, qui affectait l'équilibre proportionnel entre cavaliers, chars à chevaux et fantassins dans les armées chinoises.
Les avantages liés à l'utilisation des chevaux comme cavalerie légère contre des chars sur les champs de bataille ont été définitivement intégrés par les stratèges chinois lorsque leurs armées ont dû affronter les incursions de tribus nomades des steppes.
L'alimentation des chevaux était un problème important ; et beaucoup de gens ont été chassés de leurs terres pour que les chevaux impériaux aient des pâturages adéquats. Le climat et le fourrage des régions situées au sud du fleuve Yangzi Jiang n'étaient pas adaptés aux chevaux élevés dans les prairies des steppes occidentales. L'armée chinoise ne disposait pas d'un nombre suffisant de chevaux de bonne qualité. L'importation était la seule solution, mais les seuls fournisseurs potentiels étaient les peuples nomades des steppes; du coup le facteur stratégique considéré comme le plus essentiel dans la guerre était exclusivement contrôlé par les marchands-négociants des ennemis les plus probables.
Les Chinois utilisaient des chars pour la guerre à cheval jusqu'à ce que des forces de cavalerie légères soient devenues communes à l'époque des Royaumes combattants (402-221 av. J.-C.); et la cavalerie rapide a contribué en partie au succès de la dynastie Qin (221 - 206 av. J.-C.).
Les chevaux de guerre chinois étaient issus de vastes troupeaux errant dans les plaines herbeuses du nord-est de la Chine et sur le plateau mongol. Les robustes chevaux d’Asie centrale étaient généralement à pattes courtes et avec un torse en forme de tonneau. On n'attendait pas de ces chevaux qu'ils soient rapides, mais forts et endurants.
Au cours de la dynastie Han (206 av. J.-C. - 220 ap. J.-C.), des documents font état d'une expédition chinoise envoyée à Ferghana (aujourd'hui en Ouzbékistan) pour y acheter des chevaux de qualité supérieure. Ces chevaux ont été acquis pour un usage militaire et pour la reproduction.
"Les chevaux sont le fondement du pouvoir militaire, les grandes ressources de l'État, mais si cela faiblissait, l'État tomberait"
- Ma Yuan (14BC - 49AD), général Han et expert en chevaux.
Au cours de la dynastie Jin (265–420), les archives font état de l'usage de milliers de « chevaux blindés » au cours des batailles, témoignant de l'évolution de la guerre au cours de cette période.

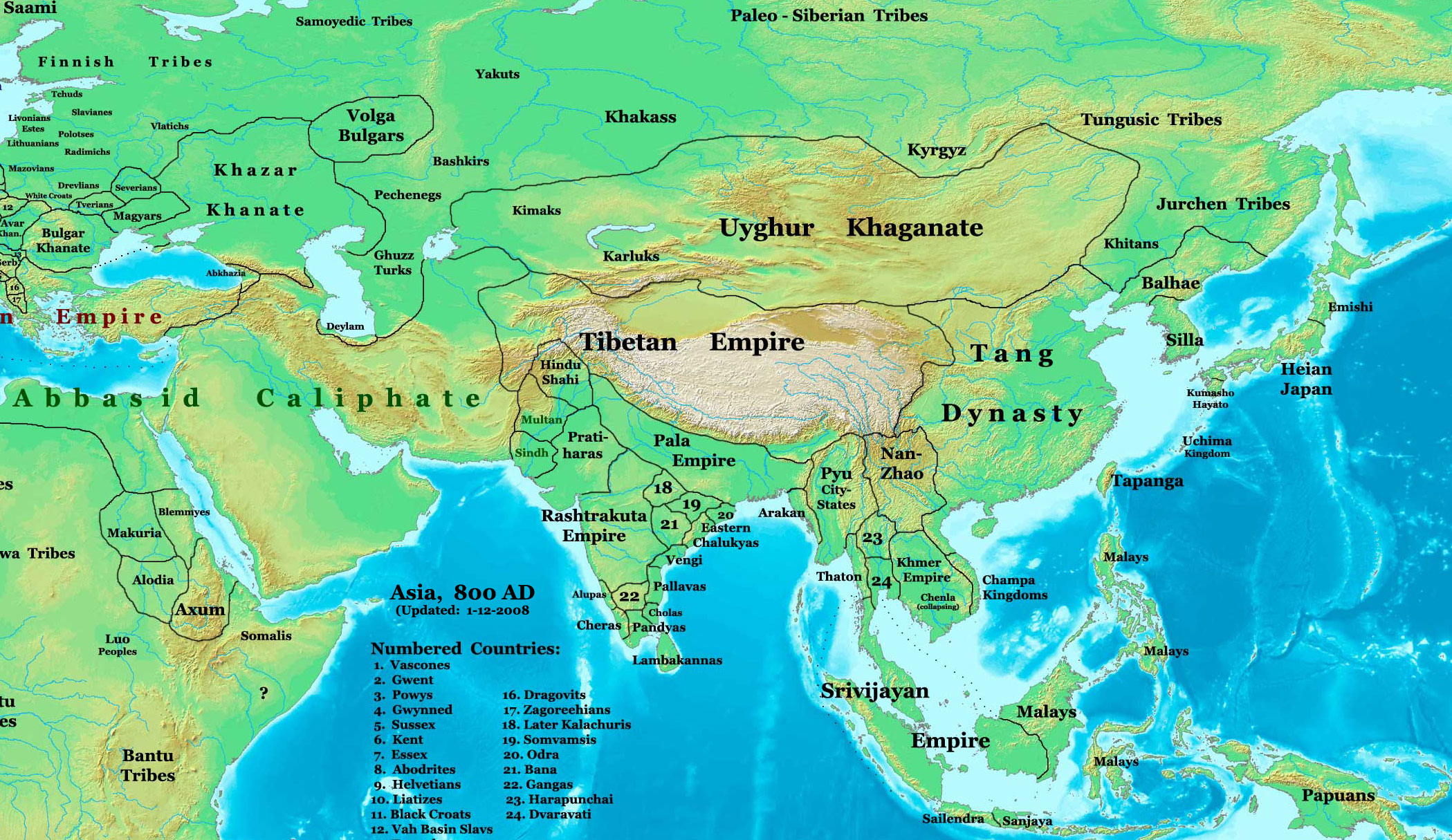
La carte de l'Asie en 800 montre la Chine des Tang par rapport à ses voisins, y compris l'empire ouïghour en Mongolie.

Les chevaux de qualité et les cavaliers qualifiés étaient souvent rares dans la Chine agraire, et la cavalerie était une minorité distincte dans la plupart des armées de la dynastie Sui (581 à 618) et de la dynastie Tang (618 à 907). Les troupeaux des haras impériaux comptaient 325 700 chevaux en 794.
Pour se fournir en chevaux, les dynasties Song (960-1279) et Ming (1368-1644) s'appuyaient sur un système de négoce "thé contre chevaux" supervisé par l'État, qui évoluait au fil des siècles.
Le thé et les chevaux étaient si inextricablement liés que les responsables ont demandé à plusieurs reprises que les lois sur le thé et l'administration des chevaux soient supervisées par le même homme. Du point de vue de la Cour chinoise, le contrôle du thé par le gouvernement était la première étape dans la création d'une politique rationnelle et efficace visant à améliorer la qualité des chevaux dans l'armée. "
À la fin de la dynastie Ming, le missionnaire et ambassadeur jésuite Matteo Ricci (1552-1610) nota l'infériorité marquée des chevaux chinois:
"[Les Chinois] ont d'innombrables chevaux au service de l'armée, mais ils sont tellement dégénérés et dépourvus d'esprit martial qu'ils sont mis en déroute même par le hennissement d'un coursier des Tartares et sont donc pratiquement inutiles au combat."

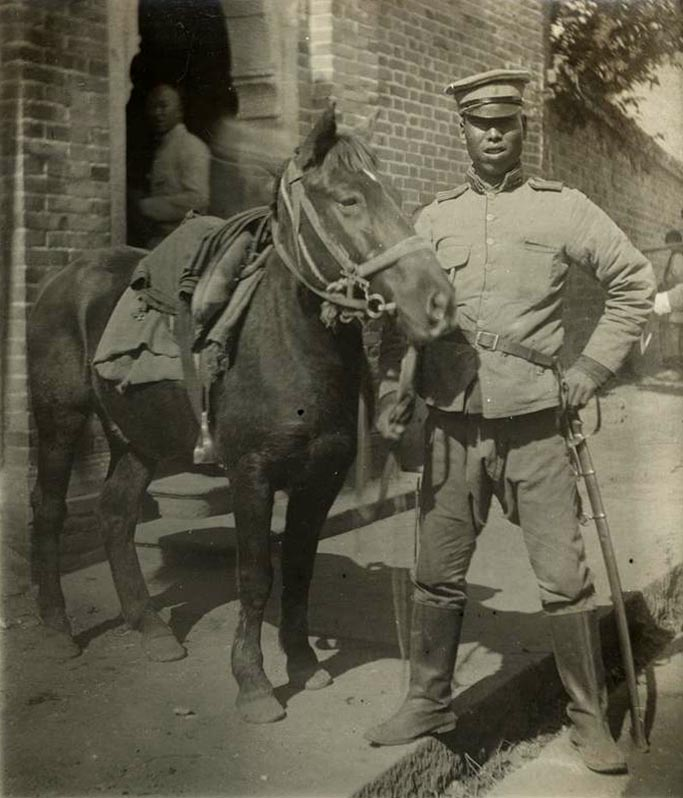
Cavalerie chinoise de la nouvelle armée Qing.

### Japon
La plupart des chevaux japonais sont issus d’importations chinoises et coréennes et il existe quelques croisements avec des chevaux indigènes existant au Japon depuis l’âge de pierre. Bien que les traces de présence de chevaux au Japon remontent à la période Jōmon, ils n'ont joué qu'un rôle mineur, voire aucun, dans l'agriculture japonaise ou les conflits militaires jusqu'à ce que les chevaux du continent aient été introduits au IVe siècle. Le Kojiki et le Nihon Shoki mentionnent l'utilisation de chevaux au combat.
Parmi l'aristocratie impériale, certaines familles étaient particulièrement réputées pour leur maîtrise de l'équitation. Ce fut la cavalerie, et non l'infanterie, qui se révéla être décisive dans la guerre Jinshin de 672-673, lors de la rébellion de Fujiwara no Hirotsugu en 740 et durant la révolte de Fujiwara no Nakamaro en 756.
Les samouraïs ont combattu comme cavaliers pendant plusieurs siècles et les chevaux étaient utilisés à la fois comme animaux de trait et pour la guerre. Les décorations de plus en plus élaborées sur les harnais et les selles du samouraï indiquent la valeur accordée à ces chevaux de guerre.

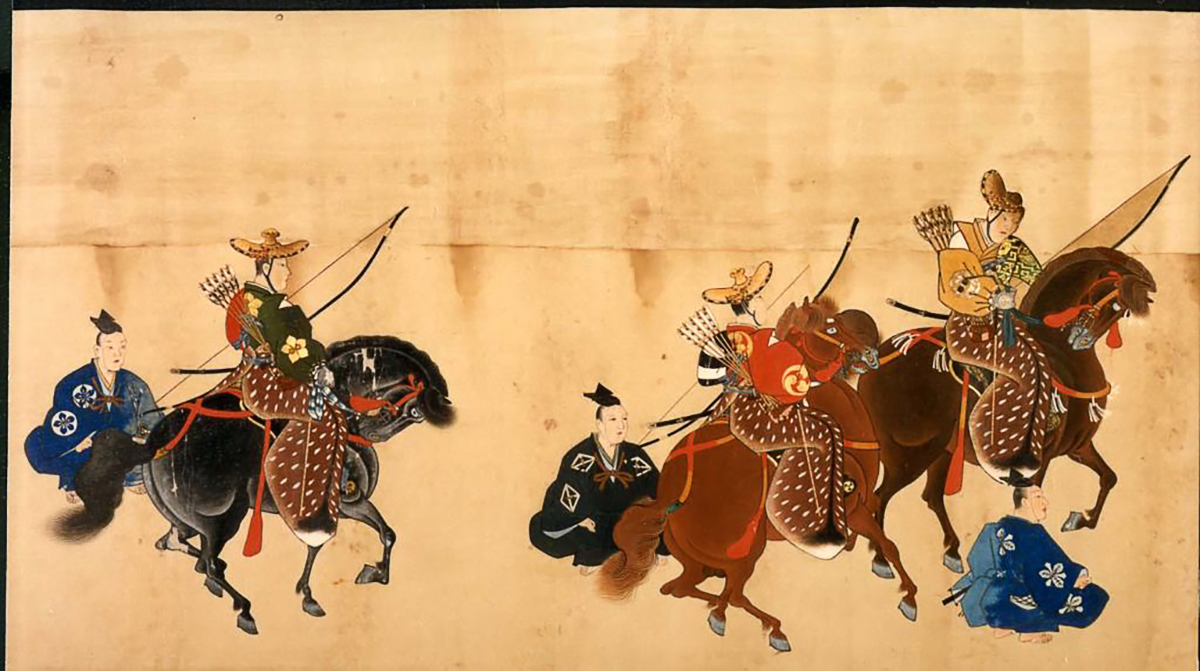
Archers Yabusame, époque Edo.

Les samouraïs étaient particulièrement compétents dans l'art du tir à l'arc à cheval. Ils ont utilisé des méthodes de formation telles que le yabusame, qui a vu le jour en 530 et a atteint son apogée sous Minamoto no Yoritomo (1147-1199 apr. J.-C.) au cours de la période de Kamakura. Par la suite, les tactiques et l'art de la guerre évoluant, on passa de la prédominance des archers montés à celle des lanciers montés pendant la période Sengoku (1467-1615).
Parmi les samouraïs, Tokugawa Ieyasu (1543-1616) était connu pour être un excellent cavalier, un trait qui est à la base d'une anecdote sur le caractère du shōgun. Un jour, ses troupes et lui ont dû traverser un pont très étroit sur une rivière en furie. Tous se demandaient comment il allait franchir ce dangereux pont. Ieyasu mit pied à terre, fit passer le cheval de l'autre côté du pont, puis remonta son coursier. À Nikkō, le lieu de la sépulture du cheval monté par Ieyasu Tokugawa lors de la bataille de Sekigahara est indiqué par une stèle gravée.
Dans le Japon d'avant l'ère Meiji, les chevaux n'étaient utilisé que pour la guerre et le transport de marchandises. En règle générale, les non-samouraïs et les femmes ne montaient pas en selle, car cela était réservé aux samouraïs, Tomoe Gozen étant une des rares exceptions à cette règle. L'apparition de femmes et de non-samouraïs montant à cheval à l'époque Meiji représente alors un grand changement en termes de mentalités.
Depuis 1958, une statue d'un cheval est installée au sanctuaire de Yasukuni. Cette statue a été érigée pour commémorer les contributions des équidés aux actions militaires japonaises. Des bouteilles d'eau ouvertes sont souvent laissées au pied de cette statue. D'autres monuments situés dans d'autres endroits au Japon commémorent également le rôle des chevaux dans les guerres japonaises, comme, par exemple au sanctuaire Nogi à Kyoto.

### Corée

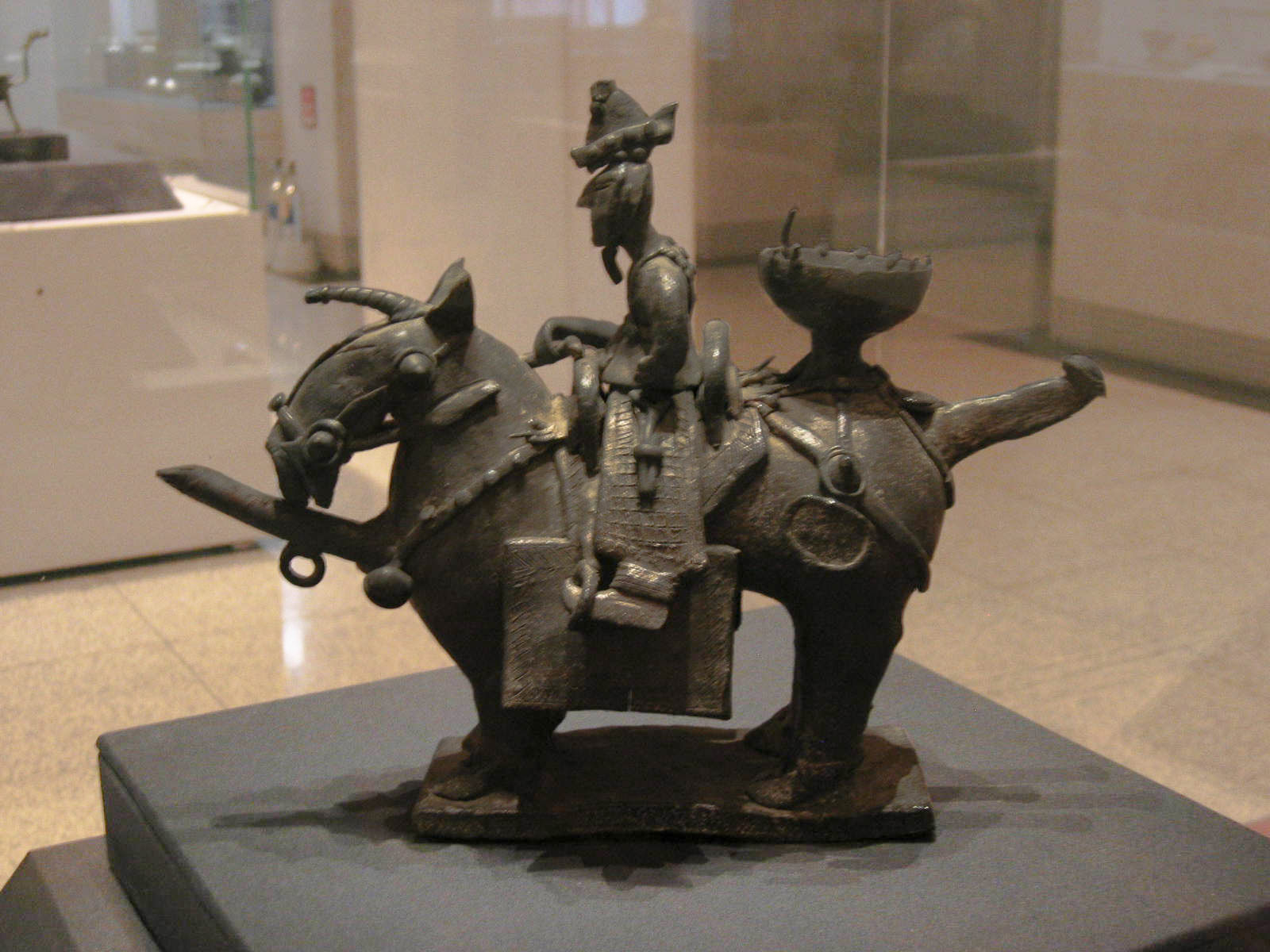
Cette poterie de cavalier datant de la période Silla fait partie des trésors nationaux coréens.

Le cheval coréen est la plus petite des races est-asiatiques, mais il s'agit d'une race très forte et possédant une endurance remarquable par rapport à sa taille.
Les premières traces d'usage de chevaux dans le cadre de la guerre en Corée datent de l'ancien royaume coréen de Gojoseon. L'influence des peuples nomades du Nord et des peuples Yemaek, grands utilisateurs de cavalerie légère, sur l'art de la guerre coréen commence à se faire sentir dès le IIIe siècle av. J.C. Vers le Ier siècle avant notre ère, l'ancien royaume de Buyeo comptait également des guerriers à cheval dans les rangs de son armée. La cavalerie du royaume de Koguryo, l'un des Trois Royaumes de Corée, s'appelait Gaemamusa (무사, 鎧 馬武士). Le roi Kwanggaet'o Wang utilisa régulièrement ce corps de cavalerie, lors de ces expéditions contre le royaume rival de Baekje, la confédération Gaya, le royaume de Puyo et contre les pirates japonais.
Au XIIe siècle, les tribus Jurchen ont commencé à violer les frontières entre leur territoire et celui du royaume coréen de Goryeo, avant de finir par envahir ce dernier. Après avoir vécu l'invasion par les Jurchen, le général coréen Yun Gwan s'est rendu compte que la Corée manquait d'unités de cavalerie efficaces et il a réorganisé l'armée du Goryeo en une armée professionnelle, équipée d'unités de cavalerie décentes et bien entraînées. En 1107, les Jurchen furent finalement vaincus et se rendirent à Yun Gwan. Pour marquer cette victoire, le général Yun a construit neuf forteresses au nord-est des frontières Goryeo-Jurchen (동북 9 성, 九城).

### Mongolie
Les chevaux de guerre des Mongols s'appelaient cerigyn nojan. Les guerres de Gengis Khan étaient des campagnes de cavalerie, et les chevaux mongols étaient mieux soignés que les chevaux de leurs ennemis. Ces chevaux étaient bien protégés et équipés, y compris une armure d’écailles en cinq parties pour protéger certaines parties du cheval.
En 1225, l'empire de Gengis Khan s'étendait de la mer Caspienne et du nord de la Chine; et ses chevaux sont devenus très prisés dans toute l'Asie. Les chevaux mongols étaient connus pour leur robustesse, leur endurance et leur énergie. Les descendants des chevaux de Gengis Khan existent toujours en grand nombre en Mongolie.
La relative faiblesse du nombre de pâturages existants en Europe orientale a affecté les déplacements vers l'ouest des forces montées mongoles.
Au cours de la Seconde Guerre mondiale, de nombreux chevaux mongols ont été envoyés en Union soviétique.

## Asie centrale

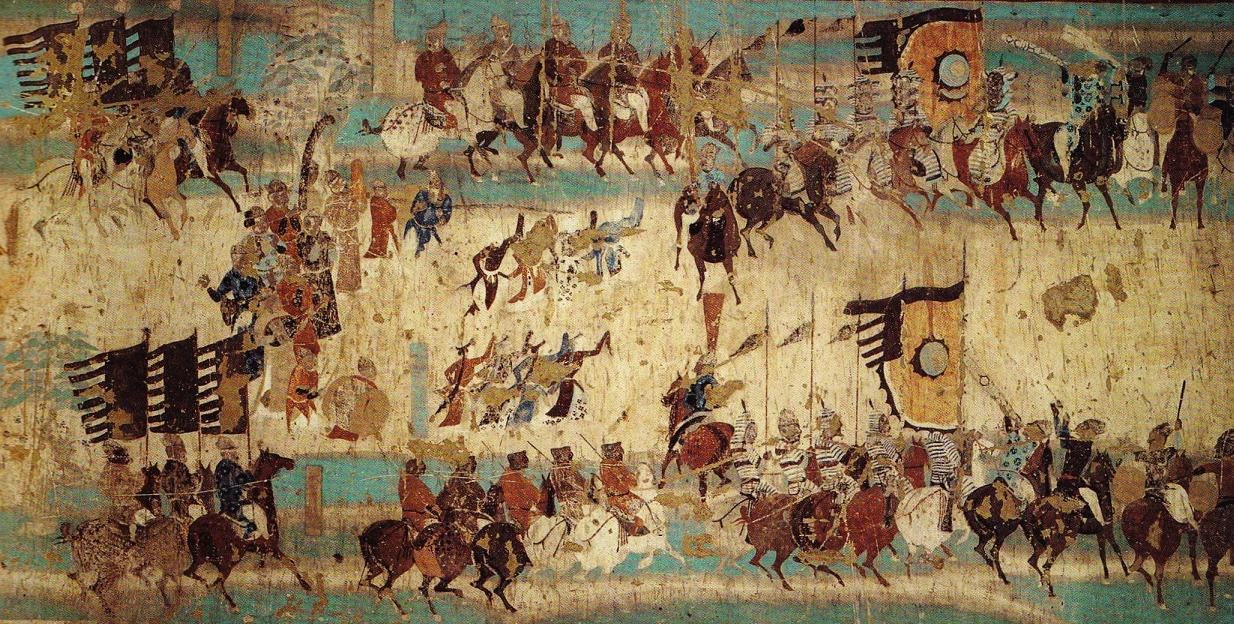
Peinture murale commémorant la victoire du général Zhang Yichao sur l'empire tibétain en 848. Grotte de Mogao 156, fin de la dynastie Tang des Chinois.

Les dynasties ayant gouverné la Chine ont, à divers moments de l’histoire, engagé des combats avec leurs voisins nomades, avec une efficacité réduite dans les combats de cavalerie. Pour pallier cette infériorité, les dirigeants chinois ont, à diverses reprises, institué des réformes afin de mieux pouvoir lutter contre ces adversaires très mobiles se battant principalement à cheval. Comme on l'a vu précédemment, c'est le roi Wuling de Zhao qui fut le premier à préconiser l'usage de cavaliers-archers sur les champs de bataille chinois durant la période des Printemps et Automnes, ce qui a grandement contribué à accroître l’efficacité au combat contre les cavaliers des combattants nomades.
Les adversaires nomades vivant aux frontières des différents empires chinois étaient généralement habitués à utiliser les chevaux lors des combats, mais cela ne transforma que lentement la manière dont les chevaux étaient utilisés en Chine. Le savant chinois Song Qi (, 998-1061) a expliqué :
"La raison pour laquelle nos ennemis au nord et à l'ouest sont capables de résister à la Chine est précisément parce qu'ils ont beaucoup de chevaux et que leurs hommes sont des adeptes de l'équitation; c'est leur force. La Chine a peu de chevaux et ses hommes ne sont pas habitués à l'équitation; c'est la faiblesse de la Chine... La Cour tente constamment, avec notre faiblesse, de s'opposer à la force de nos ennemis, et nous perdons toutes les batailles... Ceux qui proposent des solutions à cette situation souhaitent simplement augmenter nos forces armées afin de pour submerger l'ennemi. Ils ne réalisent pas que, sans chevaux, nous ne pourrons jamais créer une force militaire efficace. "

## Les chevaux et la logistique
Traditionnellement, le cheval était utilisé comme bête de somme, indispensable pour assurer un soutien logistique aux forces militaires.

## Galerie

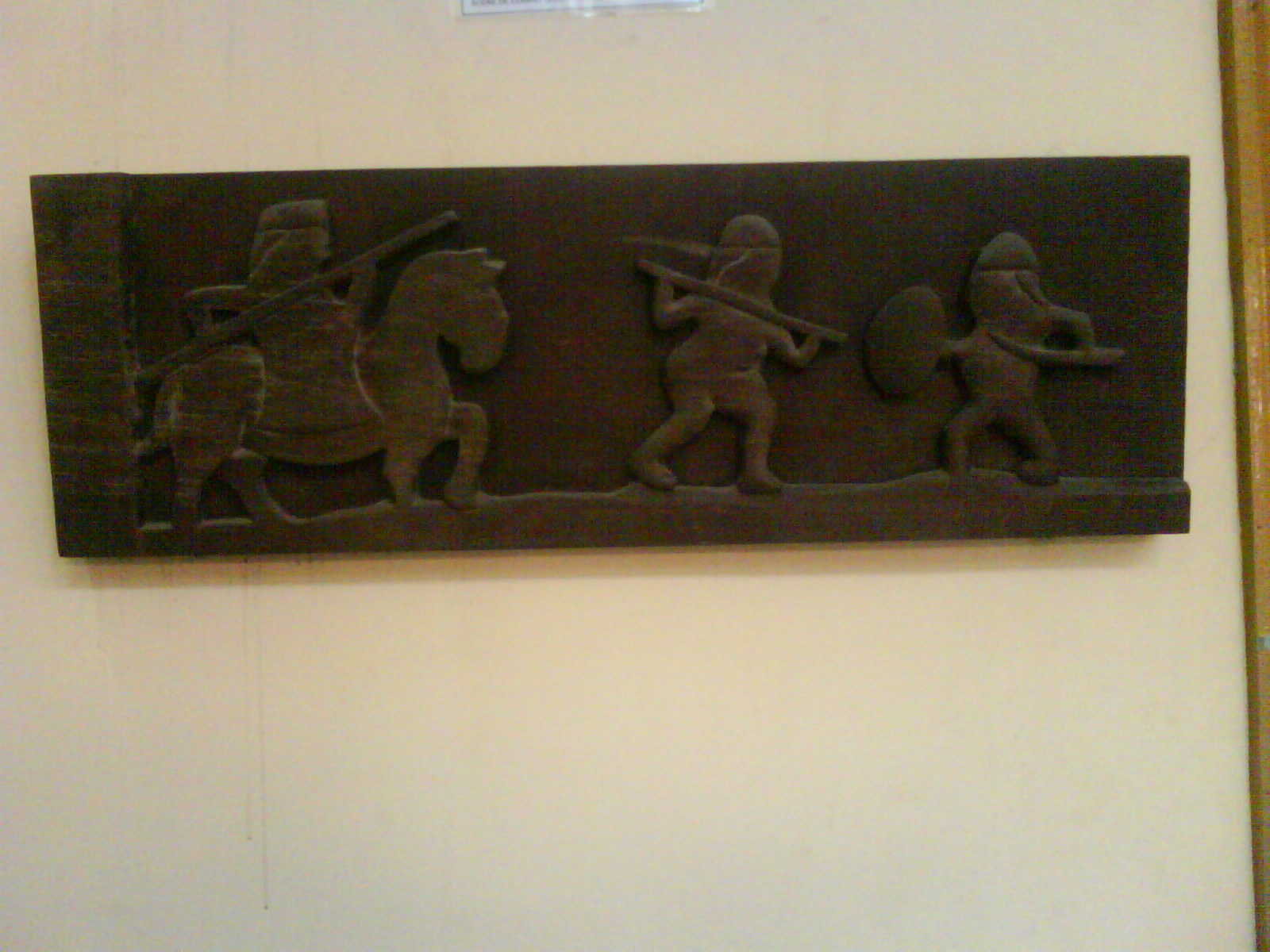
Relief en bois, Vietnam du XIIIe siècle. Contrairement aux chevaliers médiévaux occidentaux utilisant leur lance à l'horizontale, les cavaliers orientaux préféraient tenir les leurs à deux mains. Musée d'Histoire Nationale de HCMV.
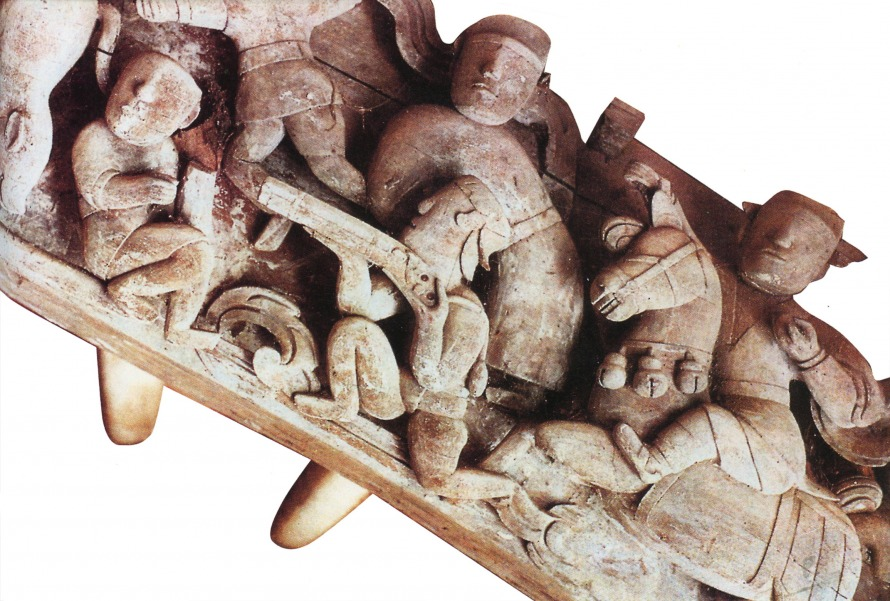
Relief en bois, Vietnam du XVIIe siècle, montrant un archer monté, son arc tendu et prêt à tirer alors qu'il est au galop, un arquebusier agenouillé au premier plan. Maison communale Hạ Hiệp, Hà Tây.

## Voir également
- Rôle du cheval dans la guerre
- Batak
- Guoxia
- Cheval de Ferghana
- Mongol (film), nommé aux Oscars 2007